# Grand Prix automobile des Frontières 1935
Le Grand Prix automobile des Frontières 1935 est un Grand Prix qui s'est tenu à Chimay le 9 juin 1935.

## Classement de la course
| Pos. | no | Pilote                          | Écurie                          | Châssis          | Tours | Temps/Abandon                  | Grille |
| ---- | -- | ------------------------------- | ------------------------------- | ---------------- | ----- | ------------------------------ | ------ |
| 1    | 12 | Rudolf Steinweg                 | Rudolf Steinweg                 | Bugatti Type 51A | 20    | 1 h 43 min 33 s 0 (126,0 km/h) |        |
| 2    | 2  | Pierre Veyron                   | Automobiles Ettore Bugatti      | Bugatti Type 51A | 20    | + 1 min 37 s 4                 |        |
| 3    | 18 | Anne-Cécile Rose-Itier          | Mme Rose-Itier                  | Bugatti Type 51A | 20    | + 5 min 48 s 4                 |        |
| 4    | 10 | László Hartmann                 | László Hartmann                 | Maserati 8CM     | 20    | + 7 min 50 s 0                 |        |
| 5    | 14 | Claude « Barowski »             | Claude « Barowski »             | Bugatti Type 51A | 20    | + 7 min 50 s 0                 |        |
| 6    | 16 | E. Dubois                       | E. Dubois                       | Bugatti Type 37  | 20    | + 14 min 51 s 0                |        |
| 7    | 11 | Viglielmo Matozza               | Viglielmo Matozza               | Alfa Romeo RLTF  | 20    | + 19 min 51 s 6                |        |
| 8    | 17 | Harry Herkuleyns                | Harry Herkuleyns                | MG Q             | 20    | + 24 min 20 s 0                |        |
| 9    | 15 | Raymond de Saugé                | Raymond de Saugé                | Bugatti Type 37  | ?     |                                |        |
| Abd. | 8  | Thomas Pitt Cholmondeley-Tapper | Thomas Pitt Cholmondeley-Tapper | Bugatti Type 37A | 7     | Abandon                        |        |
| Abd. | 4  | Bruno Sojka                     | Bruno Sojka                     | Bugatti Type 51A | 6     | Abandon                        |        |
| Abd. | 7  | André Février                   | Daimler-Benz AG                 | Bugatti Type 35C | 5     | Amortisseurs                   |        |
| Abd. | 5  | Florian Schmidt                 | Florian Schmidt                 | Bugatti Type 37A | ?     | Abandon                        |        |
| Abd. | 6  | Richard Seaman                  | Richard Seaman                  | ERA Type B       | 3     | Piston                         |        |
| Abd. | 1  | Arthur Legat                    | Arthur Legat                    | Bugatti Type 35B | 3     | Essieu avant                   |        |
| Np.  | 3  | Giuseppe Tuffanelli             | Giuseppe Tuffanelli             | Maserati 4CM     |       | Non partant                    |        |
| Np.  | 9  | Stanley Smith                   | Stanley Smith                   | Bugatti Type 37A |       | Non partant                    |        |

- Légende: Abd.=Abandon - Np.=Non partant.

## Pole position et record du tour
- Pole position :  Rudolf Steinweg par tirage au sort.
- Meilleur tour en course :  Richard Seaman (ERA) en 4 min 48 s (135,9 km/h).